# Le Quartier du corbeau
Pour plus de détails, voir Fiche technique et Distribution.
Le Quartier du corbeau (Kvarteret Korpen) est un film suédois de Bo Widerberg réalisé en 1963.
Second long-métrage du cinéaste, il a été présenté en compétition au Festival de Cannes 1964.

## Synopsis
C'est l'année 1936 et les effets de la Grande Dépression se font encore ressentir en Suède. Anders vit avec sa famille dans le bidonville de Korpen à Malmö. Le père est un alcoolique invétéré. Pour survivre, la mère fait des ménages. Afin d'échapper à cet engrenage, le fils fuit son quartier, ses copains et sa fiancée, et ce dans l'espoir de devenir un jour écrivain.

## Fiche technique
Sauf indication contraire, les informations mentionnées dans cette section peuvent être confirmées par les bases de données cinématographiques  présentes dans la section « Liens externes ».
- Titre français : Le Quartier du corbeau
- Titre original : Kvarteret Korpen
- Réalisation : Bo Widerberg
- Scénario : Bo Widerberg
- Musique : Giuseppe Torelli
- Photographie : Jan Lindeström
- Décors : Ejnar Nettelbladt
- Son : Sven Fahlen, Henning Elvegard
- Montage : Wic Kjellin
- Production : Waldemar Bergendahl
- Société de production : Europa Film
- Pays de production :  Suède
- Format : noir et blanc — 1,37:1 — 35 mm — mono
- Genre : drame
- Durée : 101 minutes
- Dates de sortie :
  - Suède : 26 décembre 1963
  - France : 3 mai 1964 (Festival de Cannes) ; 18 octobre 1973 (sortie nationale)

## Distribution
Sauf indication contraire, les informations mentionnées dans cette section peuvent être confirmées par les bases de données cinématographiques  présentes dans la section « Liens externes ».
- Thommy Berggren : Anders
- Emy Storm (en) : Anna, la mère d'Anders
- Keve Hjelm : le père d'Anders
- Christina Frambäck (sv) : Elsie, la fiancée d'Anders
- Ingvar Hirdwall (en) : Sixten, l'ami d'Anders
- Agneta Prytz (en) : la voisine
- Nina Widerberg[1] : la petite voisine Nina
- Hugo Tunnbindare : Hugo, le vieil homme à l'arbre aux lilas
- Louise Gustafsson : la copine d'Anders au pavillon
- Fritiof Nilsson Piraten (en) : l'écrivain dans la salle d'attente

## Accueil
La presse suédoise accueille très bien le film lors de sa sortie. Les critiques soulignent alors que Bo Widerberg a développé un réalisme intime, d'une richesse poétique et d'une critique sociale alors sans précédent dans la production cinématographique suédoise contemporaine.
Ainsi, Mauritz Edström écrit dans le Dagens Nyheter : « La meilleure œuvre à ce jour de la jeune génération de réalisateurs suédois. Cela ne dit peut-être pas assez, mais c'est vraiment un film mature, clair dans les contours et avec un riche arôme de vie. (...) Ici Widerberg est sur le point de trouver un style, un lyrisme, un réalisme critique d'une grande ampleur. »

## Distinctions
Sauf indication contraire, les informations mentionnées dans cette section peuvent être confirmées par les bases de données cinématographiques  présentes dans la section « Liens externes ».

### Récompenses
- Bourse de  l'Institut suédois du film d'une valeur de 399 191 couronnes suédoises[Quoi ?][réf. nécessaire]
- Prix du magazine Chaplin[Quoi ?] 1964[réf. nécessaire]
- Prix Guldbagge 1964 : meilleur acteur pour Keve Hjelm
- Prix du magazine Films and Filming (en) 1965 : meilleur réalisateur[réf. nécessaire]

### Nominations et sélections
- Festival de Cannes 1964 : en compétition pour la Palme d'or
- Oscars 1965 : meilleur film en langue étrangère

## Autour du film
Le tournage a eu lieu dans un quartier démoli de Malmö, ce qui a largement contribué au caractère réaliste du film.